# Elena Paleologa (despoina di Serbia)
Elena Paleologa (in greco antico: Ελένη Παλαιολογίνα?; in serbo Јелена Палеолог?; 1431 – Leucade, 7 novembre 1473) fu una principessa bizantina e, in quanto moglie di Lazar II Branković, despoina di Serbia dal 1456 al 1458.

## Biografia
Primogenita di Tommaso Paleologo e Caterina Zaccaria, Elena Paleologa nacque nel 1431.
Nell'ottobre 1446 lasciò Chiarenza per Smederevo, dove sposò il secondogenito di Đurađ Branković, Lazar. Il 23 dicembre 1456 divenne despoina di Serbia, mantenendo la carica per poco più di un anno: il marito morì infatti nel febbraio 1458. Insieme al cognato Stefan III Branković governò de facto la Serbia fino al marzo 1559, quando la figlia Maria sposò Stefano Tomašević, incoronato nuovo despota.
In seguito all'invasione ottomana della Serbia, Elena fuggì nella Repubblica di Ragusa, dove arrivò nell'aprile 1462 e rimase per un anno prima di raggiungere la madre e i fratelli Andrea e Manuele a Corfù. Successivamente si trasferì a Leucade, si convertì al cattolicesimo e divenne suora con il nome di Ipomone. Morì nel 1473.

## Discendenza
Ebbe tre figlie dal marito Lazar:
- Elena (Maria), moglie di Stjepan Tomašević, Re di Bosnia e Despota di Serbia;
- Milica Branković, moglie di Leonardo III Tocco, Despota d'Epiro;
- Irene Brankovic, moglie di Giovanni II Castriota, figlio di Giorgio Castriota Scanderbeg e Andronica Arianiti.

## Ascendenza
|                        |                          |                       | Genitori                  |  |  | Nonni |  |  | Bisnonni             |  |  | Trisnonni               |  |
|                        |                          |                       |                           |  |  |       |  |  | Giovanni V Paleologo |  |  | Andronico III Paleologo |  |
|                        |                          |                       |                           |  |  |       |  |  | Giovanni V Paleologo |  |  | Andronico III Paleologo |  |
|                        |                          | Anna di Savoia        |                           |  |  |       |  |  | Giovanni V Paleologo |  |  |                         |  |
| Manuele II Paleologo   |                          |                       |                           |  |  |       |  |  | Giovanni V Paleologo |  |  |                         |  |
|                        |                          | Elena Cantacuzena     | Giovanni VI Cantacuzeno   |  |  |       |  |  |                      |  |  |                         |  |
|                        |                          | Elena Cantacuzena     | Giovanni VI Cantacuzeno   |  |  |       |  |  |                      |  |  |                         |  |
|                        |                          | Elena Cantacuzena     | Irene Asanina             |  |  |       |  |  |                      |  |  |                         |  |
| Tommaso Paleologo      |                          | Elena Cantacuzena     |                           |  |  |       |  |  |                      |  |  |                         |  |
|                        |                          | Costantino Dragaš     | Dejan Dragaš              |  |  |       |  |  |                      |  |  |                         |  |
|                        |                          | Costantino Dragaš     | Dejan Dragaš              |  |  |       |  |  |                      |  |  |                         |  |
|                        |                          | Costantino Dragaš     | Teodora di Serbia         |  |  |       |  |  |                      |  |  |                         |  |
| Elena Dragaš           |                          | Costantino Dragaš     |                           |  |  |       |  |  |                      |  |  |                         |  |
|                        |                          | Eudocia Comnena       | Alessio III di Trebisonda |  |  |       |  |  |                      |  |  |                         |  |
|                        |                          | Eudocia Comnena       | Alessio III di Trebisonda |  |  |       |  |  |                      |  |  |                         |  |
|                        |                          | Eudocia Comnena       | Teodora Cantacuzena       |  |  |       |  |  |                      |  |  |                         |  |
| Elena Paleologa        |                          | Eudocia Comnena       |                           |  |  |       |  |  |                      |  |  |                         |  |
|                        | Andronico Asen' Zaccaria | Centurione I Zaccaria |                           |  |  |       |  |  |                      |  |  |                         |  |
|                        | Andronico Asen' Zaccaria | Centurione I Zaccaria |                           |  |  |       |  |  |                      |  |  |                         |  |
|                        | Andronico Asen' Zaccaria | Elena Zaccaria        |                           |  |  |       |  |  |                      |  |  |                         |  |
| Centurione II Zaccaria | Andronico Asen' Zaccaria |                       |                           |  |  |       |  |  |                      |  |  |                         |  |
|                        |                          | Mavros di Arcadia     | Erardo III di Arcadia     |  |  |       |  |  |                      |  |  |                         |  |
|                        |                          | Mavros di Arcadia     | Erardo III di Arcadia     |  |  |       |  |  |                      |  |  |                         |  |
|                        |                          | Mavros di Arcadia     | …                         |  |  |       |  |  |                      |  |  |                         |  |
| Caterina Zaccaria      |                          | Mavros di Arcadia     |                           |  |  |       |  |  |                      |  |  |                         |  |
|                        |                          | Leonardo II Tocco     | Leonardo I Tocco          |  |  |       |  |  |                      |  |  |                         |  |
|                        |                          | Leonardo II Tocco     | Leonardo I Tocco          |  |  |       |  |  |                      |  |  |                         |  |
|                        |                          | Leonardo II Tocco     | Maddalena Buondelmonti    |  |  |       |  |  |                      |  |  |                         |  |
| Creusa Tocco           |                          | Leonardo II Tocco     |                           |  |  |       |  |  |                      |  |  |                         |  |
|                        |                          | …                     | …                         |  |  |       |  |  |                      |  |  |                         |  |
|                        |                          | …                     | …                         |  |  |       |  |  |                      |  |  |                         |  |
|                        |                          | …                     | …                         |  |  |       |  |  |                      |  |  |                         |  |
|                        |                          | …                     |                           |  |  |       |  |  |                      |  |  |                         |  |